# NGC 1233
NGC 1233 (również PGC 11955, UGC 2586, być może także NGC 1235) – galaktyka spiralna (Sb), znajdująca się w gwiazdozbiorze Perseusza.
Odkrył ją Édouard Jean-Marie Stephan 10 grudnia 1871 roku. Być może tę samą galaktykę obserwował Lewis A. Swift 21 października 1886 roku, lecz błędnie określił jej pozycję; jego obserwacja została skatalogowana jako NGC 1235.
W galaktyce tej zaobserwowano supernową SN 2009lj.